# Aleksiej Griszyn (hokeista)
Aleksiej Igoriewicz Griszyn, ros. Алексей Игоревич Гришин (ur. 28 września 1989 w Czechowie) – rosyjski hokeista.

## Kariera
- Witiaź Podolsk 2 (2005-2008)
- Witiaź Czechow (2006-2009)
- Rubin Tiumeń (2011-2012)
- Mietałłurg Nowokuźnieck (2012-2013)
  -  Ariada Wołżsk (2012-2013)
- Saławat Jułajew Ufa (2013)
  -  Toros Nieftiekamsk (2013)
- Spartak Moskwa (2013-2014)
- Witiaź Podolsk (2014)
- SKA Sankt Petersburg (2014/2015)
- Nieftiechimik Niżniekamsk (2014/2015)
- Nieftianik Almietjewsk (2014/2015)
- Chimik Woskriesiensk (2015-2016)
- Toros Nieftiekamsk (2016-2018)
- Spartak Moskwa (2018-)
- Chimik Woskriesiensk (2019-)

Wychowanek i od maja 2014 ponownie zawodnik Witiazia Podolsk. Od listopada 2014 zawodnik SKA. Od końca listopada 2014 zawodnik Nieftiechimika. Od października 2015 zawodnik Chimika. Odszedł ze Spartaka z końcem kwietnia 2016. Od 2016 do 2018 reprezentował Toros Nieftiekamsk. Od maja 2018 zawodnik Spartaka Moskwa.